# A Fight for Millions

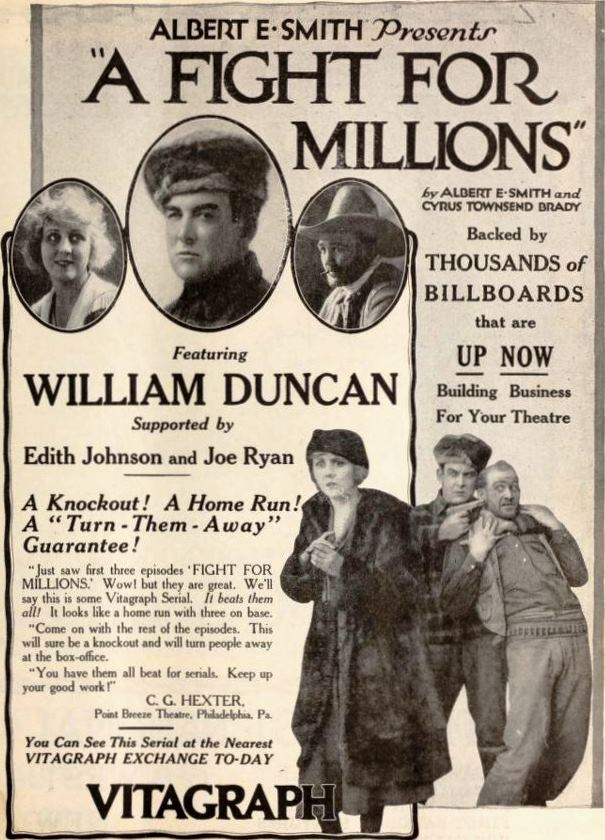
Cartaz do seriado, estrelado por William Duncan e Edith Johnson.

A Fight for Millions é um seriado estadunidense de 1918, dirigido por William Duncan, categoria ação, em 15 capítulos, estrelado por William Duncan e Edith Johnson. O seriado veiculou nos cinemas dos Estados Unidos entre 15 de julho e 21 de outubro de 1918.
Este seriado é considerado perdido.

## Elenco
- William Duncan	 ...	Bob Hardy
- Edith Johnson	 ...	Jean Benton
- Joe Ryan	 ...	Jacob Lawless
- Willie Calles	 ...	Iron Star
- Walter Rodgers
- S.E. Jennings
- Leo D. Maloney
- Jack Hoxie (creditado Hart Hoxie)
- Vincente Howard
- William McCall

## Capítulos
1. The Snare
2. Flames of Peril
3. The Secret Stockade
4. The Precipice of Horror
5. The Path of Thrills
6. The Spell of Evil
7. The Gorge of Destruction
8. In the Clutches
9. The Estate
10. The Secret Tunnel
11. The Noose of Death
12. The Tide of Disaster
13. The Engine of Terror
14. The Decoy
15. The Sealed Envelope.